# Montxu Miranda
Ramón Montxu Miranda Díez (Santurce, 27 de diciembre de 1976) es un atleta español retirado especializado en salto con pértiga. Es el actual plusmarquista español de su especialidad.

## Trayectoria deportiva
A lo largo de su carrera fue cinco veces campeón de España al aire libre, entre 1998 y 2003 (salvo 2001) y otras tres en pista cubierta.
En 1997 consiguió la medalla de plata en el Campeonato de Europa Sub-23. Después participó en el Campeonato del Mundo, en categoría absoluta, pero se lesionó en la calificación y no pudo hacer ningún salto.
En 1998, completó su mejor temporada en pista cubierta. Durante el Campeonato de España Sub-23 en pista cubierta de 1998 batió el récord de España en pista cubierta, con un salto de 5,78 metros. Si bien perdió el récord al año siguiente, a manos de José Manuel Arcos, en 2019 continúa siendo el actual récord de España sub-23 en pista cubierta. Esta marca es también superior al récord al aire libre sub-23, pero en esa época las marcas en pista cubierta todavía no se homologaban como récords al aire libre. A nivel internacional consiguió su mejor clasificación en un campeonato internacional en categoría absoluta: el cuarto puesto en el Campeonato de Europa en Pista Cubierta que tuvo lugar en Valencia. En la temporada de verano consiguió el oro en el Campeonato Iberoamericano.
En 1999 volvió a participar en el Campeonato del Mundo, celebrado en Sevilla, y esta vez consiguió clasificarse para la final; pero de nuevo se lesionó en el calentamiento y no pudo saltar.
En el transcurso del Campeonato de España de 2000 batió el récord de España con un salto de 5,81 metros, récord que continúa vigente en 2019. Poco después participó en los Juegos Olímpicos de Sídney 2000, donde llegó a la final y consiguió la novena plaza.
Al año siguiente, en 2001, alcanzó la sexta posición en el Campeonato del Mundo en Pista Cubierta, celebrado en Lisboa. Esta fue su mejor clasificación en un campeonato de ámbito mundial a lo largo de toda su carrera.

## Competiciones internacionales
| Representando a España en salto con pértiga \| Año \| Competición \| Sede \| Puesto \| Marca \| \| ---- \| -------------------------------------- \| ----------- \| ---------------- \| ------ \| \| 1994 \| Campeonato del Mundo Junior \| Lisboa \| 18º (calif.) \| 4.80 m \| \| 1995 \| Campeonato de Europa Junior \| Nyíregyháza \| 9º \| 5.00 m \| \| 1997 \| Campeonato del Mundo en Pista Cubierta \| París \| 17º (calif.) \| 5.30 m \| \| 1997 \| Campeonato de Europa Sub-23 \| Turku \| Medalla de plata \| 5.50 m \| \| 1997 \| Juegos Mediterráneos \| Bari \| 5º \| 5.30 m \| \| 1997 \| Campeonato del Mundo \| Atenas \| – \| SM \| \| 1998 \| Campeonato de Europa en Pista Cubierta \| Valencia \| 4º \| 5.70 m \| \| 1998 \| Campeonato Iberoamericano \| Lisboa \| Medalla de oro \| 5.60 m \| \| 1999 \| Campeonato del Mundo \| Sevilla \| – \| SM \| \| 2000 \| Campeonato de Europa en Pista Cubierta \| Gante \| – \| SM \| \| 2000 \| Juegos Olímpicos \| Sídney \| 9º \| 5.70 m \| \| 2001 \| Campeonato del Mundo en Pista Cubierta \| Lisboa \| 6º \| 5.70 m \| \| 2001 \| Campeonato del Mundo \| Edmonton \| 17º (calif.) \| 5.60 m \| \| 2002 \| Campeonato de Europa en Pista Cubierta \| Viena \| – \| SM \| | Representando a España en salto con pértiga \| Año \| Competición \| Sede \| Puesto \| Marca \| \| ---- \| -------------------------------------- \| ----------- \| ---------------- \| ------ \| \| 1994 \| Campeonato del Mundo Junior \| Lisboa \| 18º (calif.) \| 4.80 m \| \| 1995 \| Campeonato de Europa Junior \| Nyíregyháza \| 9º \| 5.00 m \| \| 1997 \| Campeonato del Mundo en Pista Cubierta \| París \| 17º (calif.) \| 5.30 m \| \| 1997 \| Campeonato de Europa Sub-23 \| Turku \| Medalla de plata \| 5.50 m \| \| 1997 \| Juegos Mediterráneos \| Bari \| 5º \| 5.30 m \| \| 1997 \| Campeonato del Mundo \| Atenas \| – \| SM \| \| 1998 \| Campeonato de Europa en Pista Cubierta \| Valencia \| 4º \| 5.70 m \| \| 1998 \| Campeonato Iberoamericano \| Lisboa \| Medalla de oro \| 5.60 m \| \| 1999 \| Campeonato del Mundo \| Sevilla \| – \| SM \| \| 2000 \| Campeonato de Europa en Pista Cubierta \| Gante \| – \| SM \| \| 2000 \| Juegos Olímpicos \| Sídney \| 9º \| 5.70 m \| \| 2001 \| Campeonato del Mundo en Pista Cubierta \| Lisboa \| 6º \| 5.70 m \| \| 2001 \| Campeonato del Mundo \| Edmonton \| 17º (calif.) \| 5.60 m \| \| 2002 \| Campeonato de Europa en Pista Cubierta \| Viena \| – \| SM \| | Representando a España en salto con pértiga \| Año \| Competición \| Sede \| Puesto \| Marca \| \| ---- \| -------------------------------------- \| ----------- \| ---------------- \| ------ \| \| 1994 \| Campeonato del Mundo Junior \| Lisboa \| 18º (calif.) \| 4.80 m \| \| 1995 \| Campeonato de Europa Junior \| Nyíregyháza \| 9º \| 5.00 m \| \| 1997 \| Campeonato del Mundo en Pista Cubierta \| París \| 17º (calif.) \| 5.30 m \| \| 1997 \| Campeonato de Europa Sub-23 \| Turku \| Medalla de plata \| 5.50 m \| \| 1997 \| Juegos Mediterráneos \| Bari \| 5º \| 5.30 m \| \| 1997 \| Campeonato del Mundo \| Atenas \| – \| SM \| \| 1998 \| Campeonato de Europa en Pista Cubierta \| Valencia \| 4º \| 5.70 m \| \| 1998 \| Campeonato Iberoamericano \| Lisboa \| Medalla de oro \| 5.60 m \| \| 1999 \| Campeonato del Mundo \| Sevilla \| – \| SM \| \| 2000 \| Campeonato de Europa en Pista Cubierta \| Gante \| – \| SM \| \| 2000 \| Juegos Olímpicos \| Sídney \| 9º \| 5.70 m \| \| 2001 \| Campeonato del Mundo en Pista Cubierta \| Lisboa \| 6º \| 5.70 m \| \| 2001 \| Campeonato del Mundo \| Edmonton \| 17º (calif.) \| 5.60 m \| \| 2002 \| Campeonato de Europa en Pista Cubierta \| Viena \| – \| SM \| | Representando a España en salto con pértiga \| Año \| Competición \| Sede \| Puesto \| Marca \| \| ---- \| -------------------------------------- \| ----------- \| ---------------- \| ------ \| \| 1994 \| Campeonato del Mundo Junior \| Lisboa \| 18º (calif.) \| 4.80 m \| \| 1995 \| Campeonato de Europa Junior \| Nyíregyháza \| 9º \| 5.00 m \| \| 1997 \| Campeonato del Mundo en Pista Cubierta \| París \| 17º (calif.) \| 5.30 m \| \| 1997 \| Campeonato de Europa Sub-23 \| Turku \| Medalla de plata \| 5.50 m \| \| 1997 \| Juegos Mediterráneos \| Bari \| 5º \| 5.30 m \| \| 1997 \| Campeonato del Mundo \| Atenas \| – \| SM \| \| 1998 \| Campeonato de Europa en Pista Cubierta \| Valencia \| 4º \| 5.70 m \| \| 1998 \| Campeonato Iberoamericano \| Lisboa \| Medalla de oro \| 5.60 m \| \| 1999 \| Campeonato del Mundo \| Sevilla \| – \| SM \| \| 2000 \| Campeonato de Europa en Pista Cubierta \| Gante \| – \| SM \| \| 2000 \| Juegos Olímpicos \| Sídney \| 9º \| 5.70 m \| \| 2001 \| Campeonato del Mundo en Pista Cubierta \| Lisboa \| 6º \| 5.70 m \| \| 2001 \| Campeonato del Mundo \| Edmonton \| 17º (calif.) \| 5.60 m \| \| 2002 \| Campeonato de Europa en Pista Cubierta \| Viena \| – \| SM \| | Representando a España en salto con pértiga \| Año \| Competición \| Sede \| Puesto \| Marca \| \| ---- \| -------------------------------------- \| ----------- \| ---------------- \| ------ \| \| 1994 \| Campeonato del Mundo Junior \| Lisboa \| 18º (calif.) \| 4.80 m \| \| 1995 \| Campeonato de Europa Junior \| Nyíregyháza \| 9º \| 5.00 m \| \| 1997 \| Campeonato del Mundo en Pista Cubierta \| París \| 17º (calif.) \| 5.30 m \| \| 1997 \| Campeonato de Europa Sub-23 \| Turku \| Medalla de plata \| 5.50 m \| \| 1997 \| Juegos Mediterráneos \| Bari \| 5º \| 5.30 m \| \| 1997 \| Campeonato del Mundo \| Atenas \| – \| SM \| \| 1998 \| Campeonato de Europa en Pista Cubierta \| Valencia \| 4º \| 5.70 m \| \| 1998 \| Campeonato Iberoamericano \| Lisboa \| Medalla de oro \| 5.60 m \| \| 1999 \| Campeonato del Mundo \| Sevilla \| – \| SM \| \| 2000 \| Campeonato de Europa en Pista Cubierta \| Gante \| – \| SM \| \| 2000 \| Juegos Olímpicos \| Sídney \| 9º \| 5.70 m \| \| 2001 \| Campeonato del Mundo en Pista Cubierta \| Lisboa \| 6º \| 5.70 m \| \| 2001 \| Campeonato del Mundo \| Edmonton \| 17º (calif.) \| 5.60 m \| \| 2002 \| Campeonato de Europa en Pista Cubierta \| Viena \| – \| SM \| |
| Año | Competición | Sede | Puesto | Marca |
| --- | --- | --- | --- | --- |
| 1994 | Campeonato del Mundo Junior | Lisboa | 18º (calif.) | 4.80 m |
| 1995 | Campeonato de Europa Junior | Nyíregyháza | 9º | 5.00 m |
| 1997 | Campeonato del Mundo en Pista Cubierta | París | 17º (calif.) | 5.30 m |
| 1997 | Campeonato de Europa Sub-23 | Turku | Medalla de plata | 5.50 m |
| 1997 | Juegos Mediterráneos | Bari | 5º | 5.30 m |
| 1997 | Campeonato del Mundo | Atenas | – | SM |
| 1998 | Campeonato de Europa en Pista Cubierta | Valencia | 4º | 5.70 m |
| 1998 | Campeonato Iberoamericano | Lisboa | Medalla de oro | 5.60 m |
| 1999 | Campeonato del Mundo | Sevilla | – | SM |
| 2000 | Campeonato de Europa en Pista Cubierta | Gante | – | SM |
| 2000 | Juegos Olímpicos | Sídney | 9º | 5.70 m |
| 2001 | Campeonato del Mundo en Pista Cubierta | Lisboa | 6º | 5.70 m |
| 2001 | Campeonato del Mundo | Edmonton | 17º (calif.) | 5.60 m |
| 2002 | Campeonato de Europa en Pista Cubierta | Viena | – | SM |

## Marcas personales
| Prueba            | Marca | Lugar     | Fecha                   |
| ----------------- | ----- | --------- | ----------------------- |
| Salto con pértiga | 5.81  | Barcelona | 2 de septiembre de 2000 |

| Prueba            | Marca | Lugar  | Fecha               |
| ----------------- | ----- | ------ | ------------------- |
| Salto con pértiga | 5.78  | Málaga | 17 de enero de 1998 |

1. ↑  En categoría sub-23